# Vytautas Šustauskas
Vytautas Šustauskas (* 19. März 1945 in Kražiai, Kreis Raseiniai; † 21. Juni 2023) war ein litauischer Politiker und Gründer der liberalen Partei Lietuvos laisvės sąjunga (LLL).

## Ausbildung
1964 absolvierte Vytautas Šustauskas die Fachschule für Schiffbau in Klaipėda. Anschließend studierte er an der Fakultät Klaipėda des Polytechnischen Instituts Kaunas (1968–1969) und an der Marine-Schule Klaipėda (1970–1971). 
2005 absolvierte Vytautas Šustauskas zudem ein Bachelorstudium an der Fakultät für Sozialwissenschaften der Universität Klaipėda.

## Politische Tätigkeit
1995–1997, 1997–2000, 2000–2003 war Vytautas Šustauskas Mitglied des Stadtrats von Kaunas und vom 13. April 2000 bis 30. Oktober 2000 Bürgermeister dieser Stadt. 2000–2004 war er Mitglied des Seimas. 
1989–1992 leitete Vytautas Šustauskas die Abteilung Kaunas der Bewegung Lietuvos laisvės lyga (Liga der Freiheit Litauens), die unter seiner Leitung 1992 als Bewegung Lietuvos laisvės sąjunga (Bund der Freiheit Litauens) umstrukturiert wurde und seit 1994 als politische Partei anerkannt war.
Vytautas Šustauskas war mehrfach verheiratet; er hat 3 Söhne: Gintaras, Nerijus und Arnas.
Šustauskas galt als ein skandalträchtiger Politiker und genoss als solcher besondere Aufmerksamkeit der Medien.